# Дом О. П. Кушелевой
Дом О. П. Кушелевой — историческое здание в Центральном районе Санкт-Петербурга (Россия), бывший доходный дом, расположенный по адресу Невский проспект, 88.
Перестроен из более раннего строения в 1910—1911 гг. по проекту архитектора А. С. Хренова для жены надворного советника Ольги Петровны Кушелевой.
Современный адрес: 191025, Россия, г. Санкт-Петербург [Центральный район, Литейный округ], Невский проспект, д. 88.

## Описание
П-образнное в плане, шестиэтажное здание с мансардами. Дворовый корпус возведён в 1910–1911 архитектором А. С. Хреновым по заказу О. П. Кушелевой.
Фасад лицевого корпуса размещён в красных границах Невского проспекта, по центру расположена огромная арка в стиле модернизированной неоклассики. Лицевой фасад (в 23 световые оси) четырехэтажного на высоком подвале главного корпуса выполнен в характере классицизма, композиция симметрична. Фасад оштукатурен вгладь, высокий цоколь облицован известняком. Лепным декором выделен антаблемент, состоящий из профилированного архитрава с поясами бус и растительного орнамента, фриза с лепными композициями (пальметты, розетки и лиственный орнамент) и венчающего профилированного карниза с поясами дентикул, иоников и растительного орнамента.
Воротный проезд по центральной оси с полуциркульным завершением оформлен рустованным архивольтом с замковым камнем.

## История
В конце XVIII века на участке дома №88 по Невскому проспекту стояли два небольших дома. Во второй четверти XIX века для купцов Меняевых здесь был построен четырёхэтажный каменный дом.
С 1902 по 1910 дом принадлежал жене статского советника Ольге Петровне Кушелевой. Она сдавала помещения различным конторам и организациям, например журналу «Новый путь». С 1913 по 1918 здесь помещалась редакция сатирического журнала «Новый Сатирикон» и находились Высшие женские естественнонаучные курсы.
До войны работала булочная с собственной пекарней.
В начале 1950-х гг. лицевой фасад главного дома был реконструирован с целью вернуть ему чисто классицистический облик по проекту архитектора Г. И. Иванова.
В 2001 году дом включён КГИОПом в «Перечень вновь выявленных объектов, представляющих историческую, научную, художественную или иную культурную ценность».